# 魁!!男塾 冥凰島決戦
『魁!!男塾 冥凰島決戦』（さきがけ!!おとこじゅく めいおうとうけっせん）は、1990年8月4日にユタカから発売されたゲームボーイ用のゲームソフトである。ジャンルは対戦格闘ゲーム。

## 概要
漫画作品『魁!!男塾』を題材とし、ストーリーは原作の驚邏大四凶殺編から天挑五輪大武會編を基としている。
基本は一対一の格闘ゲームである。メインである「天挑五輪モード」や「孤独なヒーローモード」では体力に当たるLゲージがダメージを受けて減少して勝利しても、体力が次のステージに持ち越しになるなど難易度は高い。

## ゲーム内容
PLAY
天挑五輪モード
原作のストーリーに沿って進むモード。1チーム倒すごとにパスワードが表示され、途中から始めることもできる。
孤独なヒーローモード
キャラクターを一人選んで、すべての敵と対戦する。
VS
通信ケーブルを用いた通信対戦。

## 基本操作と攻撃方法
十字キーで闘場内の移動。Aボタンでジャンプ、Bボタンで攻撃。
LゲージとPゲージが存在する。敵に近付いたり、敵にダメージを与えたりするとPゲージが増えていき、一定まで達すると↑キーとBボタンで必殺技が使用可能。

## 登場キャラクター
剣桃太郎
必殺技：王虎寺超秘奧義 暹氣虎魂
伊達臣人
必殺技：覇極流奥義 千峰塵
大豪院邪鬼
必殺技：大豪院流 真空殲風衝
ジェセル
必殺技：ファラオ・スフィンクス秘承義 カルトゥーシュの使徒
セティ
必殺技：ファラオ・スフィンクス奥義 神獣の泡沫
ファラオ
必殺技：ファラオ・スフィンクス奥義 イシュタールの暁星
蒼傑
必殺技：梁山泊闘弓術極奥義 光陰跳背殺
（体力1か0の時）梁山泊闘弓術最終奥義 指撥透弾
泊鳳
必殺技：梁山泊奥義 掌羝破
山艶
必殺技：梁山泊秘奥義 凶獬面閶殺
紫蘭
必殺技：冥凰島奥義 千日颮鏡
スパルタカス
必殺技：冥凰島奥義 赤鞭砂塵
藤堂豪毅
必殺技：蒼龍寺超秘奧義 暹氣龍魂
江田島平八
必殺技：千步氣功拳
藤堂兵衛
必殺技：冥凰島最終奥義 かっきしょうきゅう剣（漢字不明）

## 補足
本作のCMは2種類製作され、後に『魁!!男塾 TVアニメシリーズ DVD-BOX』に収録されている。ナレーションは剣桃太郎役の堀秀行が務めている。